# Victor Carganico
Viktor bzw. Victor Carganico (* 1887 in Weenzen; † 27. Mai 1945 in Angermünde) war ein deutscher Generalmajor der Luftwaffe im Zweiten Weltkrieg. Von März 1943 an war er Kommandant eines Flughafenbereichs in Berlin und dann ab Oktober 1944 in der Führerreserve im Oberkommando der Luftwaffe tätig.
Sein Sohn Horst Carganico (1917–1944) galt als „Fliegerass“.

## Publikationen
- Mit der B.A.O. im Vormarsch durch Galizien. In: Eberhardt, Walter v.: Unsere Luftstreitkräfte 1914–18. Ein Denkmal deutschen Heldentums, Weller Verlag, Berlin 1930, S. 371–380.